# Grb Občine Postojna
Grb Občine Postojna je predstavljen na ščitu, sestavljenem iz treh polj modre, rdeče in srebrne barve. Srebrno polje se dviga z dna proti sredini ščita, na njem pa je naslikana človeška ribica v naravni podobi in barvi. V ščitu je srebrni orel belorepec (postojna) z zlatim kljunom, zlatimi kremplji in rdečim jezikom. Postojna je razpeta med rdečim in modrim poljem. Ščit je obdan z ornamentalno bronasto-barvnim okvirjem, na vrhnjem robu pa je srebrna zidana krona s petimi cinami.